# 大給近孝

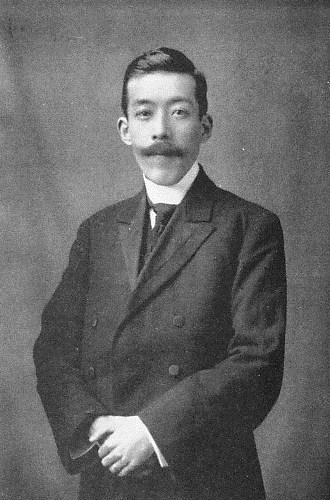
肖像（1913年前後）

大給 近孝（おぎゅう ちかたか、1879年（明治12年）7月3日 - 1958年（昭和33年）3月25日）は、明治から昭和期の政治家、華族。貴族院子爵議員。

## 経歴
子爵・大給近道の長男として生まれた。父の死去に伴い、1902年（明治35年）11月22日、子爵を襲爵した。近孝は学習院初等科・中学科を卒業後、とくに職には就かず、日本弘道会評議員、子爵会幹事などを務めた。学習院では大正天皇の学友であり、1908年（明治41年）の九州視察に際し旧藩主として大分県で出迎えている。1915年（大正4年）、皇子浴場之儀鳴弦控となる。同年12月25日付で貴族院子爵議員補欠選挙に当選すると吉田清風の次席に序され、第3部研究会所属として活動し1925年（大正14年）7月9日まで2期在任した。
1939年（昭和14年）、大分市で第11回全国菓子大博覧会が開催された際には、名誉総裁を引き受けた。

## 親族
酒井忠篤の娘・米子（1885年 - 1974年）と結婚して三女をもうけ、長女・カ都子の夫・大給近憲（上杉茂憲の子・正金銀行香港支店副支配人）を養嗣子とし、二女・幸子は五代友厚の孫・土居保太郎に、三女千賀子は岡村武に、それぞれ嫁がせた。近道の二男・大給近清は洋画を研究して黒田清輝の娘と結婚し南青山に分家したが夭折した。近孝の娘婿・大給近憲の没後はその長男（当人の孫）・近達（1930年 - 2013年、文化人類学者・国立民族学博物館名誉教授・淑徳学園元理事長）が大給家を継いだ。

## ゆかりの地
明治初期に父・大給近道が屋敷を構えた旧東京市本郷区駒込千駄木坂下町（現・千駄木3丁目）には「大給坂」と名付けられた坂が遺る。また、地元青年団のために大給近孝が寄付して1926年（大正末年）に建てられた文武道場「芳林閣」が現存する。
千駄木林町（現・千駄木3-12）にあった近孝邸は、鈴木三樹之助に売却されたのちに大平正芳邸を経て文京区千駄木第2児童遊園となり、近孝が遺してほしいと希望したいちょうの大木が立つ。
墓所は代々の菩提寺である小石川の見樹院。

## 著作
- 大給近孝「春寒絕峭憶鄕國」『大正詩文』第5巻第4号、雅文会、1918年4月、31頁（コマ番号0020.jp2）。doi:10.11501/1512295、全国書誌番号:00014248。
- 大給近孝「挨拶」『弘道』第314号、日本弘道会、1918年5月、41-42頁（コマ番号0028.jp2）、doi:10.11501/6057857。
- 広瀬淡窓「1、旧府内藩主大給近孝子爵（淡窓先生関係文書）」『淡窓全集』下巻、大分県日田郡：日田郡教育会（編）、1925-1927年、20-21頁（コマ番号0543.jp2）、doi:10.11501/1913251、全国書誌番号:51003782。広瀬貞治に宛てた書状、大正4年（1915年）12月1日付。先代の広瀬求馬（1856年没）と伯父・久兵衛（1871年没）の位階追贈を祝う。
- 「我が団の防訓について」『警防』第7巻第11号、警防社、1941年11月、28-29頁（コマ番号0016.jp2）、doi:10.11501/1537831、全国書誌番号:00006664。

## 叙位叙勲
- 従四位　1911年時点[3]
- 正三位勲三等　1943年時点[6]

## 脚注

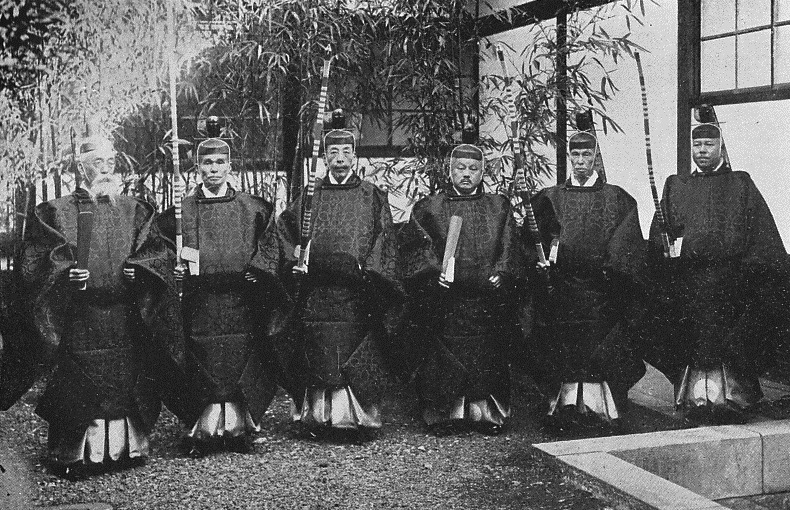
明仁親王誕生時に行われた読書鳴弦の儀奉仕員（左より市村瓚次郎、有馬良橘、大給近孝、辻善之助、松浦靖、細川立興）